# La Chasse aux jobards
La Chasse aux jobards est un vaudeville en un acte d'Eugène Labiche, représentée pour la 1re fois à Paris au théâtre des Folies-Dramatiques le 18 mai 1847.
- Collaborateur Auguste Lefranc.
- Éditions Beck.

## Distribution
| Acteurs et actrices ayant créé les rôles |                          |
| Personnage                               | Acteur ou actrice        |
| Isoline                                  | Mme Duvernot             |
| Mme Saint-Florentin, solliciteuse        | Mme Sophie               |
| Mme Malabar, marchande à la toilette     | Mme Houdry               |
| Mme Guenuchaud, veuve d'un général       | Mme Adam                 |
| Passe-lacet, grisette                    | Mmes Leroux et Martineau |
| Coralie, épileuse                        | Mmes Petitet et Lebailly |
| Mandarine, figurante                     | Mme Élisa                |
| Mme Cabriot, femme de lettres            | Mme Maréchal             |
| Giboulette, modèle                       | Mme Daniel               |
| Léocadie, femme de chambre               | Mme Camille              |
| Guenuchaud, sous le nom de Floridor      | M. Heuzet                |
| Colombin, jeune provincial               | M. Delière               |
| Camusard, clerc d'huissier               | M. Coutard               |